# Ма Хушань
Ма Хуша́нь (1910—1954; кит. трад. 馬虎山, пиньинь Mǎ Hushān) — дунганский военачальник, сводный брат и последователь Ма Чжунъина. Правил южной частью Синьцзяна, получившей название «Дунганистан», в 1934—1937 годах.

## Биография
Ма Хушань сражался против Красной армии и белогвардейцев во время советского вторжения в Синьцзян и нанёс им поражение.
Он также принимал участие в войне против первой Восточно-Туркестанской республики, командуя 36-й дивизией НРА в битвах под Кашгаром и Хотаном.
В 1935 г. дивизия генерала подавила антидунганское восстание уйгур в оазисе Чарклык.

### Дунганистан
Установив контроль над южными территориями Синьцзяна названными Дунганистаном, Ма Хушань объявил лояльность гоминьдановскому правительству в Нанкине, куда посылал эмиссаров, прося о помощи в борьбе против провинциальных сил Шэн Шицая и СССР. Базой генерала стал город Хотан.

### Гибель
В 1950 — 1954 гг. Ма возглавлял гоминьдановское исламское восстание против НОАК. Его войска применяли партизанскую тактику, устраивая засады в долинах и горах, в которых гибли сотни солдат НОАК. В 1954 г. генерал был схвачен и казнён в Ланьчжоу.